# Athanasios Petsos
Athanasios Petsos (Düsseldorf, 5 de junho de 1991) é um futebolista profissional grego que atua como meia.

## Carreira
Athanasios Petsos começou a carreira no Bayer Leverkusen.